# Mayu Kobayashi
Mayu Kobayashi (* 10. November 1996) ist eine japanische Leichtathletin, die sich auf den Sprint spezialisiert hat.

## Sportliche Laufbahn
Erste internationale Erfahrungen sammelte Mayu Kobayashi bei den World Athletics Relays 2021 im polnischen Chorzów, bei denen sie mit der japanischen 4-mal-400-Meter-Staffel der Frauen mit 3:35,26 min im Vorlauf ausschied und auch in der Mixed-Staffel trotz neuen Landesrekordes von 3:18,76 min den Finaleinzug verpasste. Im Jahr darauf schied sie bei den Weltmeisterschaften in Eugene mit 3:17,31 min im Vorlauf in der Mixed-Staffel aus.
2021 wurde Kobayashi japanische Meisterin über 400 Meter.

## Persönliche Bestleistungen
- 200 Meter: 24,24 s (+1,2 m/s), 15. August 2021 in Tokio
- 400 Meter: 52,86 s, 25. Juni 2021 in Osaka